# Тернопільський Олег Йосипович
Олег Йосипович Тернопільський (нар. 12 січня 1945, с. Могильниця, нині Нова та Стара Могильниця Тернопільського району Тернопільської області) — український педагог. Відмінник освіти України (1997). Заслужений працівник освіти України (2004).

## Життєпис
Закінчив Львівський університет імені Івана Франка (1972, нині національний).
У 1972—1973 роках працював учителем української мови та літератури Баворівської школи, директор Грабовецької (1973–1976), Товстолузької (1976–1989) шкіл Тернопільського району), Тернопільської ЗОШ № 14 (1989-2017).

## Відзнаки
- Премія імені братів Богдана і Левка Лепких (2015).[1]
- Галузеві нагороди.